# ルンバiシリーズ
ルンバiシリーズ（英: Roomba i Series）は、iRobotが2018年9月6日に発表したロボット掃除機の製品群である。

## 機種

### 北米地域販売機種
- i715020, Roomba i7[2] - 2018年9月6日発表[1]。
- i755020, Roomba i7+[3] - 2018年9月6日発表[1]。

### 日本国内販売機種
iRobotの日本法人であるアイロボットジャパンは、ルンバiシリーズの日本での発売を2019年（平成31年）2月19日に発表した。
- i715060, Roomba i7[5] - 2019年（平成31年）2月22日発売[4]。
- i755060, Roomba i7+[5] - 2019年（平成31年）3月8日発売[4]。

### ニュージーランド国内販売機種
iRobotの代理店であるIXL Homeが、ルンバiシリーズをニュージーランドで2018年から販売している。
- I715000, Roomba i7[8]
- I755000, Roomba i7+[9]